# الانتخابات التشريعية السورية 1936
الانتخابات التشريعية في سوريا 1936، هي ثالث انتخابات تشريعية تجري في تاريخ سوريا الحديث، تمت بعد الإضراب الستيني، وأفضت إلى فوز الكتلة الوطنية بأغلبية مقاعد مجلس النواب المكون من 80 عضوًا؛ قاطع هذه الانتخابات تركمان لواء إسكندرون، وكانت آخر انتخابات تشمل اللواء؛ في المقابل كانت أول انتخابات تشمل اللاذقية والسويداء، قد أجرت انتخابات عن 16 مقعد للاذقية و5 مقعد للسويداء عام 1937.
فاز فيها عن دير الزور محمد العايش